# Saint-Pont

Saint-Plaisir este o comună în departamentul Allier din centrul Franței. În 1 ianuarie 2022 avea o populație de 692 de locuitori.